# 재능교육
주식회사 재능교육은 ‘보다 나은 교육을 통한 보다 나은 삶’으로의 변화를 추구해온 종합교육문화기업이다. 
1977년 창립하여 무한한 가능성을 가진 아이들에게 올바른 교육환경을 제공하여 창의적인 인재로 육성하는 것을 사명으로 교육문화사업을 운영하고 있다. 
스스로교육철학을 바탕으로 개인별•능력별 학습시스템인 「스스로학습시스템」을 개발하였으며, 학습 콘텐츠 개발과 프로그램 개선 등 보다 과학적이고 체계적인 학습시스템을 만들기 위한 업그레이드를 진행하고 있다. 
스스로학습법과 스스로학습시스템을 기반으로 방문형 사업인 재능스스로방문학습, 내방형 사업인 재능스스로학습센터, 재능스스로교실 등 교육서비스업을 비롯하여 출판, 방송, IT, 연수, 학원, 문화, 예술, 인쇄, 유통 등 종합교육네트워크를 구축하고 있다. 국내사업 외에 미국, 캐나다, 중국, 일본, 호주 등 세계 주요 국가에도 ‘JEI’브랜드를 수출해 글로벌 회원들이 학습하고 있다. 
또한 재능시낭송대회, 전국재능동화구연대회, JCC(재능문화센터) 운영, 학술단체 지원 등 다양한 문화예술사업을 지원하고 있다.
한편, 출판전문 자회사인 재능출판을 1992년 11월 설립했고 이 회사는 2001년 5월 재능아카데미로 상호명이 변경됐으며 그 해 6월 종합학습지 시장에 진출했는데  2005년 11월 재능컴퓨터를 흡수합병됐고 출판사업부를 2009년 12월 재능교육에 양도했으며 2011년 5월 해당 회사(재능아카데미)와 신규사업지원실을 합병해 재능e아카데미로 통합법인 출범했다.

## 스스로교육철학
재능교육의 '스스로교육철학’은 인간은 무한한 가능성과 자발적 본성에 기초하여 올바른 교육환경만 주어지면 누구든지 스스로 창의적인 인재로 변화할 수 있다고 믿는 것이다.

## 스스로학습법, 스스로학습시스템
스스로학습법은 스스로교육철학에 토대를 두고 학습자에게 스스로 학습할 수 있는 교육환경을 제공하여 학습자가 학습에 흥미와 자신감을 갖고 학습함으로써 집중력과 학습능력이 향상되어, 문제해결능력을 지닌 자율적이고 창의적인 인재로 육성하는 재능교육의 학습법이다.
스스로학습법의 운영체계인 스스로학습시스템(JEI ALIS : Adaptive Learning Intelligent System)은 개인별·능력별 완전학습을 실현하는 지능형 적응 학습관리 체계 및 프로세스를 말한다. 적응형 진단평가와 지능형 진단처방시스템에 의한 진도결정, 프로그램식 스스로학습콘텐츠로 스스로 학습하며, 진도상담을 거쳐 최종 등급의 학습을 마치게 된다.

## 학습프로그램
개념과 원리부터 차근차근 이해할 수 있게 해주는 프로그램식 학습교재를 제공하며 현재 출시된 국내 상품은 다음과 같다.
- 재능스스로수학, 재능스스로AI수학, 재능스스로셈이빠른수학, 생각하는피자, 재능스스로한글, 재능스스로국어, 재능스스로리틀영어, 재능스스로영어, 재능스스로리틀한자, 재능스스로한자, 재능스스로중국어, 재능스스로일본어, 재능스스로사회, 재능생각하는한국사, 재능스스로과학, 생각하는쿠키북, 재능스스로펜, 창의융합 사고력 코딩학습 코코블

## 연혁
- 1977년 재능교육 설립
- 1981년 재능산수 A~D등급 출시
- 1986년 컴퓨터에 의한 진단평가시스템 운영
- 1988년 국내최초 ‘상담교사제’ 도입
- 1992년 해외사업 진출 시작(미국 LA지사)
- 1996년 오답사례별 분석프로그램 개발
- 1998년 재능스스로방송[2] (現 재능TV) 개국
- 1998년 생각하는피자 출시
- 2001년 JEI재능교육으로 기업 CI 변경
- 2002년 재능교육연수원 준공
- 2004년 JEI English TV[3] 재런칭
- 2009년 스스로학습시스템2.0 런칭, 재능아카데미의 출판사업부 인수
- 2010년 재능스스로펜 출시
- 2013년 재능스스로러닝센터 런칭
- 2015년 JCC(재능문화센터) 개관
- 2016년 재능스스로한글 개선 출시
- 2017년 재능스스로국어 개선 출시
- 2018년 재능스스로한자 진단시스템 개선 출시
- 2018년 코딩학습교구 '스카티고' 출시
- 2018년 재능스스로리틀한자 B등급 출시
- 2019년 재능스스로국어 중등 과정 개선 출시
- 2020년 비대면 학습앱 '재능이랑' 출시
- 2021년 재능생각하는한국사 출시
- 2022년 생각하는피자 Ep등급 출시
- 2023년 창의 융합 사고력 코딩 학습 코코블 출시
- 2024년 재능스스로교실 런칭
- 2024년 재능스스로AI수학 출시

## 수상경력
- 2025 대한민국 퍼스트브랜드 대상 17년 연속 수상
- 2024 ASOCIO DX 어워드 에듀테크 부문 수상
- 2024 대한민국 교육기업대상 12년 연속 수상
- 2024 소비자선정 최고의 브랜드 대상 11년 연속 수상
- 2018 대한민국 교육브랜드 대상 10년 연속 수상

## 같이 보기
- 재능그룹